# Certosa di Vigodarzere
La Certosa di Vigodarzere è un ex monastero certosino edificato a Vigodarzere, in provincia di Padova, nel corso del XVI secolo. Soppresso nel 1769, passò in mani private; adibito ad azienda agricola e residenza di campagna per tutto il XIX secolo, fu abbandonato a inizio Novecento. Degradato dall'incuria e dall'occupazione militare durante le due guerre, si presenta in decadenza.

## Storia

### La nuova certosa (1524-1768)
La costruzione fu decisa in seguito alla distruzione dell'antico monastero certosino di Padova, la cui fondazione risale al 1449, nel corso della Guerra della Lega di Cambrai. In attesa dell’assedio delle truppe imperiali a Padova, la Repubblica di Venezia attuò nell’estate del 1509 una sommaria opera di guasto (la distruzione degli edifici circondanti le mura, allo scopo di eliminare eventuali rifugi per il nemico e liberare da intralci la zona soggetta al tiro dei difensori), a cui il monastero in un primo momento scampò. A seguito dell’assedio (che lasciò miracolosamente intatta la certosa), anche in ragione del vantaggio tattico assicurato al nemico durante la guerra da una postazione così vicina alle mura, ne fu ordinato l’abbattimento, completato nella primavera del 1510. Nel 1523 fu designato come ubicazione della nuova certosa, in virtù dell’amenità del luogo e del suo isolamento, un terreno presso Vigodarzere, in un’ansa del fiume Brenta, lasciato in eredità all’Ordine da Giacomo Zocchi nel 1457. Nel 1524 i preparativi per la fabbrica furono avviati, e in contemporanea l’Ordine si adoperò per acquisire porzioni dei terreni circostanti (l’ultima acquisizione risale al 1541). Nonostante interruzioni e ritardi del cantiere, che vide la posa della prima pietra nel 1534 e che si concluderà definitivamente solo nel 1623 (a cavallo tra i due secoli i lavori, praticamente terminati, furono sospesi), i monaci probabilmente si insediarono nella certosa già nel 1538. Il proto della fabbrica fu Andrea Moroni fino al 1560, quando gli subentrò Andrea da Valle. La consacrazione della chiesa e del cimitero del nuovo cenobio avvenne con tutta probabilità nel 1555.

### Soppressione e passaggio a privati (1768-presente)
Nel 1768 la Repubblica di Venezia, nell'ambito di un'operazione volta a recuperare risorse economiche tramite la regolazione degli enti religiosi presenti sul territorio (particolarmente rilevante era la questione delle manimorte accumulate dagli stessi) decretò che i monasteri e gli ospizi ospitanti meno di dodici religiosi fossero soppressi. Il monastero certosino di Padova, che ospitava solamente sette monaci nonostante l'imponenza della costruzione e la copiosità dei possedimenti, fu soppresso nel 1769 e i suoi beni incamerati. Nel 1770 fu venduto ai marchesi Maruzzi; i compratori pianificarono di valorizzare il complesso convertendolo in un filatoio, ma il progetto fu abbandonato e la certosa venduta al ricco mercante Antonio Zigno, nel 1778. Questi, che intendeva stabilirvi la sede della sua azienda agricola e un opificio per la filatura della seta, operò diversi interventi edilizi, tra cui spicca la demolizione di due terzi della chiesa e la conversione di vari spazi a fini industriali. Nella prima metà dell'Ottocento gli eredi di Antonio si resero autori della conversione della certosa in residenza di campagna: la struttura originale, tramite abbattimenti, ampliamenti e riconversioni degli ambienti fu ulteriormente alterata. In particolare, negli anni '40 e '50 del XIX secolo, il barone Achille Zigno intervenne con ampie ristrutturazioni che modificarono ancor di più il patrimonio architettonico originario. Fino ai primi anni del Novecento la certosa mantenne le sue funzioni di azienda agricola e residenza estiva, e nel 1915 divenne di proprietà della famiglia Passi (Alessandro dei conti Passi de Preposulo aveva sposato Maria de Zigno, ultima erede di Achille). Durante la Prima Guerra Mondiale il complesso fu convertito in caserma dai comandi italiani, mentre nella seconda fu usata come polveriera e poi occupata dalle truppe tedesche; al termine del conflitto divenne pure rifugio di sfollati. Fin dal primo dopoguerra la certosa era caduta in stato di degrado, dovuto all'utilizzo bellico e ai saccheggi perpetrati durante il conflitto. Lo stato della struttura, ancora in mani private, è praticamente inalterato, anche se mitigato da interventi di restauro ai tetti negli anni novanta del Novecento.

## Descrizione
Il progetto del complesso è attribuito all'architetto Andrea Moroni, al quale dopo la morte nel 1560 subentra l'architetto Andrea da Valle. Quest'ultimo non attua nessuna invenzione, ma riprende fedelmente quanto già elaborato.

### Chiostri
L'intervento architettonico moroniano dei tre chiostri si fonda su una sapiente conoscenza della religiosità dell'ordine certosino e delle consuetudini quotidiane ad esso proprie; vi è quindi una chiara progressione formale culminante nel chiostrino corinzio, cuore dell'intero complesso. Il chiostro maggiore è esente da decorazioni in modo da preservare gli anacoreti dalle distrazioni della mente; il chiostro del refettorio, di maggiore cura architettonica, funge da tramite tra la zona strettamente isolata e quella cenobitica delle obbedienze; il chiostrino della chiesa presenta citazioni classicistiche più marcate, a dispetto del carattere severamente controllato degli spazi precedentemente citati. Per accedere al chiostrino dalla corte d'ingresso, vi è una porta con un timpano centinato spezzato che richiamava volutamente l'attenzione per il contrasto con la parete muraria della chiesa.
Il chiostro maggiore, di forma rettangolare quasi quadrata, è attorniato dalle celle dei monaci. Il peristilio è voltato a crociera e circoscrive il cortile tramite pilastri quadrati sostenenti archi a tutto sesto. Le basi dei pilastri sono le stesse di quelle utilizzate per le lesene del fronte della chiesa di Santa Maria di Praglia, allo stesso modo i riquadri nel muretto rimandano al fregio del palazzo Comunale di Padova e alla loggia all'interno di piazza Capitaniato. Nel capitelli tuscanici del pilastro è presente un collarino, a ripresa di quelli ionici della chiesa di Santa Maria di Praglia e della basilica di Santa Giustina.
Il chiostro del refettorio presenta degli archi a tutto sesto sorretti da colonne doriche, la cui monumentalità viene rafforzata dall'utilizzo del bugnato. La soluzione angolare adottata consiste nel disporre due semicolonne addossate al pilastro in modo da oscurarne la vista, come per il cortile antico di Palazzo del Bo. Il profilo inclinato di copertura della galleria, voltata a crociera, è sorretto da mensole triglifate, disposte con un ritmo leggermente alterato per una collocazione corrispondente alla chiave di volta sottostante.
Il chiostrino della chiesa è un luogo morigeratamente aulico e ornato da un ricercato linguaggio rinascimentale, caratterizzato da paraste corinzie rialzate che inquadrano gli archi a tutto sesto (motivo base dell'architettura romana del primo Cinquecento) e da volte a crociera nella galleria. Il giardino quadrato è porticato su tre lati, esclusa la parete della chiesa sulla quale si ripete comunque la stessa soluzione formale; sui quattro lati si sviluppano tre fornici e contrazione delle campate laterali. Le paraste, oltre al ruolo formale, acquisiscono una funzione strutturale: sorreggono l'architrave leggermente aggettante. Al corinzio si associa l'ordine tuscanico sul piedritto murario di imposta dell'arco di fornice centrale, il quale si conclude in un timpano triangolare dentellato. Il conflitto d'angolo viene risolto mediate l'utilizzo di una semi-parasta "affogata", come nelle navate laterali della chiesa di Santa Giustina di Santa Giustina in Colle e quella di Santa Maria di Praglia. La costruzione è interamente in cotto, ad eccezione del portale in pietra di Montegalda.

### Condizione dagli anni 2000
Il complesso è in stato di abbandono e presenta evidenti segni d'usura: cornicioni sfaldati, crepe sui muri, intonacati in disfacimento e disordine generalizzato. Tuttavia il chiostrino della chiesa, lo spazio di maggiore valore architettonico, è rimasto in buone condizioni.